# Zecchino d'Oro 2012
Il cinquantacinquesimo Zecchino d'Oro si è svolto a Bologna dal 20 al 24 novembre 2012.
È stato presentato da Veronica Maya e Pino Insegno, trasmesso in diretta su Rai 1, e su Rai HD in eurovisione e mondovisione, e anche su Rai Italia (Rai Internazionale) e in replica su Rai Yoyo.
Quest'anno la regia è stata affidata a Igor Skofic, fino all'edizione del 2011 il regista era Maurizio Ventriglia.
La sigla di questa edizione è Ciao amico (scritta da Capelli, Giulio Cadile e Reitano), già sigla dello Zecchino dal 1976 (18ª edizione) al 1984 (27ª edizione) (le musiche hanno brevi sinfonie uguali al Te Deum di Marc-Antoine Charpentier, la sigla dell'eurovisione).
A differenza degli anni precedenti, per quest'edizione anche le canzoni straniere sono state scelte tramite il medesimo bando di concorso delle canzoni italiane. Fino al 2011 tali brani erano invece scelti a parte dall'Antoniano, in collaborazione con le varie ambasciate.
Dopo 5 anni, viene abolito il Telezecchino e con esso il televoto da casa (introdotto nel 2004).
Come l'anno precedente, c'è stata l'iniziativa "Adotta una canzone", in cui 12 personaggi vip, "adottano" una canzone supportandola e descrivendo un po' il significato di essa tramite un videomessaggio, i Vip di quest'anno sono stati: (Paolo Belli, Miriam Leone, Francesco Giorgino, Noemi, Annalisa Minetti, Giancarlo Magalli, Giovanni Muciaccia, Carlo Conti, Massimiliano Ossini, Mara Venier, Marco Liorni e Carla Fracci).
In questa edizione ogni giornata è stata dedicata a un continente:
- 1ª puntata - Asia
- 2ª puntata - Africa
- 3ª puntata - America
- 4ª puntata - Oceania
- 5ª puntata - Europa e Italia

Il Fiore della solidarietà di quest'anno è destinato alla costruzione di case d'accoglienza per favorire l'accesso alla terapia antiretrovirale delle madri e donne incinte sieropositive in Mozambico, allo scopo di ridurre la trasmissione del virus HIV dalle madri ai figli. Il nome della campagna è "Casa Ninna Mamma-Un tetto per nascere".
Gli ospiti di questa edizione sono stati Amadeus, Tosca D'Aquino, Tiberio Timperi,  Licia Colò, Cristina D'Avena, Ennio Marchetto, il Mago Alessandro Politi e Vincenzo Spadafora.
Al telefono sono intervenuti: Barbara De Rossi, Fabrizio Frizzi, Gianni Morandi, Orietta Berti, Maria Grazia Cucinotta e Ricky Tognazzi.
E' l'ultima edizione in cui vengono assegnati gli zecchini colorati (rosso, bianco, blu e verde).
Per questa edizione sono stati inseriti a fini promozionali i prodotti della Bauli.

## Brani in gara
- Il blues del manichino (Testo: Leonardo Veronesi/Musica: Giuseppe Di Marco) - Lorenzo Duoccio (7 anni) (3º posto)
- Il canto del gauchito (Che, vos... tango mío) ( Argentina) (Testo castigliano: Ezechiel Palmieri/Testo italiano: Mario Gardini/Musica: Ezechiel Palmieri) - Juan Francisco Greco (8 anni)   (2º posto)
- Il mio nasino (Testo: Sergio Iodice/Musica: Piero Braggi) - Massimo Spiccia (4 anni)   (1º posto)
- Il sirtaki di Icaro (Το συρτάκι του Ικάρου) ( Grecia) (Testo italiano: Maria Rita Ferrara/Testo greco: María Amanatídou/Musica: Maria Rita Ferrara) - Iliade Marescotti Kanarà (9 anni)
- La ballata del principe azzurro (Testo: Alessandro Cavazza/Musica: Claudio Napolitano, Michele Napolitano) - Maranathà Lanfranchi (6 anni) e Samuele Ostan (4 anni)
- La banda sbanda (Testo: Carmine Spera/Musica: Giuseppe De Rosa) - Andrea Leonardi (9 anni)   (3º posto)
- Le galline intelligenti... ma sgrammaticate! (Testo: Maria Letizia Amoroso/Musica: Maria Letizia Amoroso) - Giada Pontoni (5 anni) e Matilde Zama (6 anni)
- Lo gnomo Deodato (Testo: Augusto Bella/Musica: Augusto Bella) - Francesca Blasiol (10 anni)
- Lupo Teodoro (Testo: Carmine Spera, Ilenia Navarra/Musica: Carmine Spera) - Giovanni Barelli (6 anni)
- Quello che mi aspetto da te (Testo: Gian Marco Gualandi/Musica: Gian Marco Gualandi) - Arianna Pinna (10 anni)
- Tarantella della Mozzarella (Testo: Franco Fasano, Gianfranco Grottoli, Andrea Vaschetti/Musica: Franco Fasano, Gianfranco Grottoli, Andrea Vaschetti) - Carla Gibilisco (8 anni)
- Verso l'aurora (Vuelo a luz del sol) ( Ecuador) (Testo castigliano: Yankilé Hidalgo Rodríguez/Testo italiano: Giovanni Gotti/Musica: Roberto Aníbal Tamayo Guerrero) - Helen Catherine Sophie Luzón Ona (9 anni)[2][3]
- (fuori concorso) Ninna Mamma (Testo: Depsa/Musica: Stefano Fuccilli) - Piccolo Coro dell'Antoniano e Veronica Maya

## Ascolti
Risultati di ascolto delle varie serate, secondo rilevazioni Auditel.
| n°    | Messa in onda    | Telespettatori | Share  |
| ----- | ---------------- | -------------- | ------ |
| 1     | 20 novembre 2012 | 2.548.000      | 19,18% |
| 2     | 21 novembre 2012 | 2.322.000      | 17,64% |
| 3     | 22 novembre 2012 | 2.269.000      | 16,77% |
| 4     | 23 novembre 2012 | 2.250.000      | 17,41% |
| 5     | 24 novembre 2012 | 3.365.000      | 18,57% |
| Media | Media            | 2.550.800      | 17,91% |

## Curiosità
- Carla Gibilisco è la sorella maggiore di Alessandro Gibilisco, che nel 2017 ha interpretato Mediterraneamente.
- Nel CD del 55° Zecchino D'Oro, il primo verso di Lo Gnomo Deodato è cantato dal coro A cappella.
- Nella giornata finale, per qualche ragione, non vi hanno preso parte le Verdi Note dell'Antoniano.
- Durante la finale, c'è stata una piccola sfilata in cui alcuni bambini hanno indossato alcune delle divisi che il Piccolo Coro dell'Antoniano ha indossato nel corso degli anni, questo per festeggiare il fatto che l'anno prossimo il coro avrebbe compiuto 50 anni.
- Samuele Ostan e Matilde Zama, sono entrati a far parte del Piccolo Coro dell'Antoniano, Samuele fino al 2019 e Matilde fino al 2015.